# Breviarium extravagantium
Das Breviarium extravagantium (auch Compilatio I) ist eine Kanones-Sammlung, die von Bernhard von Pavia 1187 oder kurz danach angelegt worden ist.